# Колычев, Осип Яковлевич
Осип Яковлевич Колычев (настоящее имя Иосиф Яковлевич Сиркес; 3 [16] мая 1904, Одесса — 5 января 1973, Москва) — русский советский поэт и переводчик, журналист, военный корреспондент.

## Биография
Родился 3 мая (по старому стилю) 1904 года в Одессе в семье журналиста, фельетониста и куплетиста Якова Осиповича Сиркеса (1868—1922), писавшего под псевдонимами Фауст, Аякс, Оптимист, Граф де Карандаш, Дядя Яша, Осипович Я., Жак Си и другими, автора сборников рассказов, куплетов, афоризмов и сатирической поэзии «Аргентинский отклик» (сборник статей и стихотворение по поводу колонизации Аргентины, 1892), «Одесские трущобы — из жизни обитателей одесских трущоб и вертепов» (1903), «Смех и фантазия» (1903), «Матчиш» (Киев, 1908), книги переводов с идиша «Знаменитый еврейский шут Гершко из Острополя». Мать — Сарра Лейбовна Гершенфельд (1876—?).
Учился на литературном факультете Одесского института народного образования (1919—1921). Дебютировал в 1920 году (журнал «Шквал», газета «Известия»), в 1923 году в одесском журнале «Силуэты» опубликовал с Семёном Гехтом под совместным псевдонимом М. Тарасенко стихи «Потоки». В Одессе входил в ассоциацию писателей «Потоки Октября», в первом сборнике которой ещё под своим собственным именем Иосиф Сиркес опубликовал подборку «Стихи о швее» (1924). В 1928 году переехал в Кунцево. В 1930 году семья перебралась в Москву и поселилась в районе Дангауэровской слободы. Член Союза писателей с 1934 года.
Первый поэтический сборник выпустил в 1930 году. За ним последовали сборники «У Чёрного моря» (1935), «Пулемётная лента» (1938), «Наша земля» (1955), «Закаты и рассветы» (1957), и множество других. Написал поэмы «Щорс» (1938), «Олеко Дундич» (1942), «Певец России» (о И. И. Левитане), «С гвардейским корпусом» (1955). Участник Великой Отечественной войны, выезжал на Западный фронт с группой Краснознамённого ансамбля, был военным корреспондентом газеты «Красный черноморец» ПУ ЧФ.
В 1932 и 1935 годах выпустил сборники переводов «Из еврейских поэтов» (Ицика Фефера, Давида Гофштейна, Переца Маркиша), переводил также Янку Купалу, Сулеймана Стальского, Максима Танка и других. Автор слов многих песен, в том числе: «Ласточка-касаточка» (музыка Е. Э. Жарковского, 1948), «Широка душа солдатская» (музыка Е. Э. Жарковского), «Ой, ты вишня» (музыка К. Я. Листова), «Песня о самом лучшем в мире танке Великой Отечественной» («Тридцать четвёрка», музыка З. Л. Компанейца), «Баллада о Сталине» (для хора и фортепиано, музыка Б. А. Мокроусова), «Сталин родной» (музыка С. С. Туликова); «Святое Ленинское знамя», «Песня о Советской Армии» («Несокрушимая и легендарная»), «Поэма об Украине», «Эшелон за эшелоном» («Эшелонная», «Боевая красногвардейская», «Песня о Ворошилове», 1933), «Волжская бурлацкая», «Налетели на Царицын враны» и других для Краснознамённого ансамбля песни и пляски Советской Армии (музыку ко всем написали А. В. Александров и Б. А. Александров). Песни на стихи Осипа Колычева исполняли Иосиф Кобзон («Песня о Советской Армии», «Поэма об Украине»), Леонид Утёсов («Ласточка-касаточка»), Анатолий Орфёнов («Что такое лётная погода»), Владимир Захаров («В нашей славной стране» («…Если Сталин сказал») на музыку В. Я. Кручинина). В последние годы жизни занимался живописью.
До 1923 года жил в Одессе в доме № 43 по улице Кузнечной. Прототип Никифора Ляписа-Трубецкого в романе Ильфа и Петрова «Двенадцать стульев». Похоронен на Востряковском кладбище.

## Семья
Сыновья:
- Юрий Осипович Колычёв (1928—2019) — театральный актёр[12].
- Евгений Осипович Колычёв-Сиркес (1935—2005) — художник, книжный график, автор иллюстраций к стихотворным сборникам отца.

## Книги
- Книга стихов. — М.—Л.: Госиздат, 1930. — 94 с.
- Дети Советов. — М.: Молодая гвардия, 1931. — 16 с.
- Первая осень: Песни о школе / Илл. Ю. Сырнева. — М.—Л.: Молодая гвардия, 1931. — 16 с.
- Три песенки. — М.: Молодая гвардия, 1933. — 14 с.
- У Чёрного моря: Стихи и поэмы. 1932—1935. — М.: Советский писатель, 1935. — 100 с.
- Стихи и поэмы. — М.: Гослитиздат, 1936. — 96 с.
- Песни и стихи. — М.: Журнально-газетное объединение, 1937. — 48 с.
- Пулемётная лента: Песни. — М.: Художественная литература, 1938. — 49 с.
- До самого солнца. — М.: Советский писатель, 1938. — 128 с.
- Щорс: Поэма. — М.: Советский писатель, 1940. — 88 с.
- Поэма о Дундиче. — М.: Главное управление музыкальными учреждениями ВКИ при СНК СССР, 1941. — 8 с.
  - Олеко Дундич: Поэма. — М.: Воениздат, 1942. — 63 с.
  - Олеко Дундич: Поэма. — М.: Воениздат, 1956. — 104 с.
- Шесть часов утра: Стихи. — М.: Советский писатель, 1942. — 32 с.
- Стихи и песни. — М.: Советский писатель, 1951. — 91 с.
- Наша земля: Стихи и песни. — М.: Советский писатель, 1955. — 167 с.
- Закаты и рассветы: Лирика: Новые стихи. — М.: Советский писатель, 1957. — 348 с.
- Избранное: Стихи, песни, поэмы. — М.: Гослитиздат, 1958. — 263 с.
- Закон весны. Новые стихи. — М.: Советский писатель, 1962. — 126 с.
- Музыка цвета: Книга лирики. — М.: Советская Россия, 1965. — 143 с.
- Память зрения: Стихи и поэма. — М.: Советский писатель, 1967. — 167 с.
- Тобой дышу. — М.: Московский рабочий, 1969. — 127 с.
- Корни и кроны. — М.: Советский писатель, 1973. — 144 с.
- Избранная лирика. — М.: Художественная литература, 1974. — 302 с.

### Переводы
- Еврейские поэты / Авторизованный перевод с еврейского О. Колычева. — М.: Журнально-газетное объединение, 1932. — 45 с.
- Из еврейских поэтов: Сб. стихов / Авторизованный перевод с еврейского О. Колычева. — М.: Гослитиздат, 1935. — 142 с.

## Нотные издания
- Песня о Ленине: для мужского хора с фортепиано. Музыка Бориса Александрова. М.: Музгиз, 1950.
- Ласточка-касаточка: песня для голоса и хора в сопровождении фортепиано. М.: Музгиз, 1950.
- Поэма об Украине: для солиста и мужского хора с оркестром. М.—Л.: Музгиз, 1950.
- Святое Ленинское знамя: для хора с фортепиано. Музыка А. В. Александрова. М.: Музгиз, 1951.
- Что такое лётная погода? Для тенора и смешанного хора в сопровождении фортепиано. Музыка П. С. Акуленко. М.: Музгиз, 1951.
- Dziesma par Stalinu: Jauktam korim a capella. Музыка Вано Мурадели. Рига, 1952.
- Nad nami sztandar lsni Lenina: Na chor z fortepianem. Музыка А. В. Александрова. Вильнюс: Panstwowe wyd. literatury pieknej Litewskiej SRR, 1952.
- В сердце у меня: песня для голоса в сопровождении фортепиано; соль 1—л1 бемоль 2. Музыка Артемия Айвазяна. Ереван: Айпетрат, 1952.
- Письмо солдата: для голоса и хора с фортепиано. Музыка Павла Акуленко. М.: Музгиз, 1952.
- Любимая Москва: Песня для голоса и хора с фортепиано. Музыка Зиновия Компанейца. М.: Музгиз, 1954.
- Привет тебе, Украина: Песня для двухголосного хора с фортепиано. Музыка Зиновия Компанейца. М.: Музгиз, 1954.
- Присяга: Для голосу з ф.-п.: Ля-ми.1. Пер. з рос. I. Тутковськоi. Киев: Музфонд СРСР, 1955.
- На заре, на зореньке: Песня для голоса и хора с фортепиано. Музыка Евгения Жарковского. М.: Музфонд СССР, 1956.
- Песни: Для хора с фортепиано. Музыка Евгения Жарковского. М.: Музгиз, 1957.
- Святое ленинское знамя: Для смешанного хора без сопровождения. Музыка А. В. Александрова. Л., 1957.
- Святое ленинское знамя: Для смешанного хора без сопровождения. Музыка А. В. Александрова. Пенза, 1960.
- Святое ленинское знамя: Для смешанного хора без сопровождения. Музыка А. В. Александрова. М., 1961.
- На зорi ранесенько: Для хору в супроводi ф.-п. Пер. з рос. Г. Бойка. Музыка В. А. Митькина. Киев: Советский композитор, 1962.
- Поэма об Украине: Для солиста и смешанного хора в сопровождении фортепиано. Переложение для смешанного хора В. Куньева. М.: Музыка, 1965.
- Святое Ленинское знамя: Песни на стихи О. Колычева. Для пения (соло, ансамбль, хор) в сопровождении фортепиано (баяна). М.: Советский композитор, 1974.
- Песня о Советской Армии: для хора. М.: Советский композитор, 1975.

## Грампластинки
- Осип Колычев (Д 22573-4, 1968) — Песни на слова О. Я. Колычева («Песня о Советской Армии», «Эшелонная», «Волжская бурлацкая», «Поэма об Украине», «Что такое лётная погода?», «Ласточка-касаточка») и стихотворения в исполнении автора.